# Amanoreje
Amanorejen (Caridina multidentata, tidligere Caridina japonica) er en ferskvandsreje opkaldt efter akvaristen Takashi Amano. Amanorejen stammer fra Asien, og er udbredt i floder i Japan og Taiwan.

## Beskrivelse
Hannen opnår en størrelse på ca. 3,5 cm, hvorimod hunnen kan komme helt op på 5 cm. Rejen har ikke den store farvepragt, men kan være meget varierende i farverne der spænder fra helt bleg næsten gennemsigtig/grålig, kun afbrudt af de for rejen karakteristiske mørke pletter/linjer langs siden, og til en mørkere brunlig, rødlig eller blålig farve, der mest markant hos hunnerne. Rejen er meget tolerant overfor temperatursvingninger, men trives bedst ved temperaturer mellem 20-28 °C. Amanorejen er stort set altædende, men lever primært af alger. Rejerne har en typisk levealder på 2-3 år.
En voksen reje skifter "ham" cirka hver 3. - 4. uge, mens yngre rejer gør det hver til hver 2. uge. Derfor vil man opleve tomme rejeskaller i bunden, dette er altså ikke en død reje, men blot dens gamle exoskelet. Rejen bliver meget blød og sårbar efter den har skiftet sit exoskelet og vil derfor ofte gemme sig et par dage, mens dens nye exoskelet hærdes.

## Amanorejen i fangeskab
Da rejen primært lever af alger har den vundet vid udbredelse i akvariekredse, hvor den undertiden går under navnet Algereje. Således var arten en af de første rejearter, der blev udbudt i handel til almindelige akvarister. I akvariet vil rejen kunne indgå i bekæmpelse af en bred vifte af algetyper herunder også trådalger. Såfremt rejerne skal bekæmpe alger må man dog holde lidt igen med fodringen i akvariet, da rejerne først vil spise andet mere tilgængeligt foder, før de begynder at spise alger.  Amanoreje spiser flere gram alger end fx den siamesiske algeæder per gram dyr.
Rejen er meget tolerant overfor temperatursvingninger, men også når det kommer til vandkvalitet, er rejen ikke særlig krævende. Arten er således yderst let at holde i akvariet. Selve akvariet bør indrettes med grus, rigelig beplantning og trærødder.

Lige så nem som arten er at holde, lige så problematisk er den at opdrætte, men det er gjort med succes af et par akvarister verden over. Deriblandt et par stykker i Danmark. For at larverne kan udvikles behøver de brakvand. Dette hænger sammen med at larverne i naturen efter udklækning vil blive ført med strømmen ud i havet, hvor de udvikler sig, hvorefter de søger tilbage til ferskvandsfloderne for at leve deres voksne liv og formere sig.